# Ingatestone and Fryerning
Ingatestone and Fryerning è una parrocchia civile di 4 830 abitanti della contea dell'Essex, in Inghilterra. I suoi centri abitati sono Ingatestone e Fryerning.